# Мелвілл (Міссурі)
Мелвілл (англ. Mehlville) — переписна місцевість (CDP) в США, в окрузі Сент-Луїс штату Міссурі. Населення — 28 955 осіб (2020).

## Географія
Мелвілл розташований за координатами 38°30′8″ пн. ш. 90°18′52″ зх. д. / 38.50222° пн. ш. 90.31444° зх. д. (38.502315, -90.314450).  За даними Бюро перепису населення США в 2010 році переписна місцевість мала площу 19,67 км², з яких 19,32 км² — суходіл та 0,35 км² — водойми.

## Демографія
Згідно з переписом 2010 року, у переписній місцевості мешкало 28 380 осіб у 12 858 домогосподарствах у складі 7487 родин. Густота населення становила 1442 особи/км².  Було 13651 помешкання (694/км²).
Расовий склад населення:
| - 92,4 % — білих - 3,0 % — чорних або афроамериканців - 2,1 % — азіатів - 0,2 % — корінних американців |

До двох чи більше рас належало 1,6 %. Частка іспаномовних становила 2,9 % від усіх жителів.
За віковим діапазоном населення розподілялося таким чином: 19,0 % — особи молодші 18 років, 62,3 % — особи у віці 18—64 років, 18,7 % — особи у віці 65 років та старші. Медіана віку мешканця становила 41,6 року. На 100 осіб жіночої статі у переписній місцевості припадало 90,3 чоловіків;  на 100 жінок у віці від 18 років та старших — 86,9 чоловіків також старших 18 років.
Середній дохід на одне домашнє господарство  становив 62 501 долар США (медіана — 48 986), а середній дохід на одну сім'ю — 72 342 долари (медіана — 57 779). Медіана доходів становила 44 741 долар для чоловіків та 35 968 доларів для жінок. За межею бідності перебувало 10,7 % осіб, у тому числі 14,9 % дітей у віці до 18 років та 5,8 % осіб у віці 65 років та старших.
Цивільне працевлаштоване населення становило 16 261 осіб. Основні галузі зайнятості: освіта, охорона здоров'я та соціальна допомога — 19,7 %, роздрібна торгівля — 16,2 %, виробництво — 11,2 %, мистецтво, розваги та відпочинок — 10,6 %.